# Line Jensen
Line Jensen (Silkeborg, 14 de janeiro de 1981) é uma triatleta profissional dinamarquesa.

## Carreira

### Londres 2012
Line Jensen disputou os Jogos de Londres 2012, terminando em 23º lugar com o tempo de 2:02:47. 